# Kong Knaps Dige
Kong Knaps Dige er en gammel forsvarsvold, formentlig fra jernalderen. Det ligger hvor Hærvejen krydser Haller Å, ved Bækgård (kaldes også Bækmarksdiget), lidt vest for hovedvej 13, ved Grathe Kirke, Thorning Sogn (Silkeborg Kommune). Diget kaldes også for Bækmarksdiget, Koksnapdiget eller som det skrives 1623 Knapdiget. Resterne af diget er en cirka 200 meter lang, optil 6,5 meter bred og 1 meter høj jordvold, der går fra nordvest mod sydøst hen over en lavning mellem to bakker og noeget op ad disse. Langs den sydvestlige side løber der på en længere strækning en indtil 1,25 meter dyb grav. Diget har formentlig været både højere og længere. Dets alder kan ikke fastslås med sikkerhed, men det kan senest være anlagt i den ældste middelalder, hvor det har skullet dække overgangen over nordfor løbende Haller Å. Det menes at have tjent som en grænse eller toldsted mellem forskellige stammer, men en ubekræftet tradition henlægger kampen i Slaget på Grathe Hede i 1157 til dette sted. Kong Knap kendes kun i navnet på diget, men kan være en henvisning til kong Svend Grathe (Svend Knap). Digets bedst bevarede dele blev fredet 1879 og den øvrige strækning i 1893.